# Liste der Monuments historiques in Vuillafans
Die Liste der Monuments historiques in Vuillafans führt die Monuments historiques in der französischen Gemeinde Vuillafans auf.

## Liste der Immobilien
| Bezeichnung                    | Beschreibung                                           | Standort                      | Kennzeichnung | Schutzstatus | Datum | Bild           |
| ------------------------------ | ------------------------------------------------------ | ----------------------------- | ------------- | ------------ | ----- | -------------- |
| Kirche Assomption-de-la-Vierge | von 1429 bis 1522 erbaut                               | Place Saint-Vernier (Lage)    | PA00101738    | Inscrit      | 1939  | weitere Bilder |
| Winzerhaus                     | mit gotischem Treppenturm, Anfang des 16. Jahrhunderts | 10 place Saint-Vernier (Lage) | PA00101739    | Inscrit      | 1937  | weitere Bilder |
| Maison de Balthazar Gérard     | Bürgerhaus, um 1500; Geburtshaus von Balthasar Gérard  | 3 rue Balthazar-Gérard (Lage) | PA00101740    | Inscrit      | 2014  | weitere Bilder |
| Maison La Forteresse           | aus dem 15. oder 16. Jahrhundert                       | 8 rue du Téméraire (Lage)     | PA00101741    | Inscrit      | 1977  | weitere Bilder |

## Liste der Objekte
| Bezeichnung            | Beschreibung                                                                                         | Standort                                     | Kennzeichnung | Schutzstatus | Datum | Bild |
| ---------------------- | --- | -------------------------------------------- | ------------- | ------------ | ----- | ---- |
| Hauptaltar             | Retabel; Eichenholz, farbig gefasst und vergoldet, um 1700, Bildhauer François Choye und Jean Ligier | in der Kirche Assomption-de-la-Vierge (Lage) | PM25001458    | Classé       | 1908  |      |
| Kanzel                 | Eichenholz, datiert 1704, Bildhauer Jean Ligier                                                      | in der Kirche Assomption-de-la-Vierge (Lage) | PM25001459    | Classé       | 1908  |      |
| Gemälde Christi Geburt | Ölfarbe auf Holz mit Goldgrund, um 1515, aus der Werkstatt von Niklaus Manuel Deutsch                | in der Kirche Assomption-de-la-Vierge (Lage) | PM25001460    | Classé       | 1943  |      |
| Drei Gemälde           | Ölfarbe auf Holz mit Goldgrund, um 1515, aus der Werkstatt von Niklaus Manuel Deutsch                | in der Kirche Assomption-de-la-Vierge (Lage) | PM25001461    | Classé       | 1944  |      |